# Polana Siedmiu Dębów
Polana Siedmiu Dębów – polana znajdująca się w Parku krajobrazowo-wypoczynkowym „Grzybek”, który jest parkiem leśnym w Obornikach Śląskich. Prowadzi do niej szlak turystyczny. Na polanie rosną drzewa pomnikowe, w tym największe o obwodzie 4,9 m.

## Położenie
Las, w którym położona jest Polana Siedmiu Dębów, leży na masywie wzgórz z takimi wierzchołkami jak Góra Holtei’a  o wysokości bezwzględnej wynoszącej 217,0 m n.p.m. i Grzybek o wysokości bezwzględnej wynoszącej 202,0 m n.p.m., w paśmie Wzgórz Trzebnickich. Masyw ten należy mikroregionu Grzbiet Trzebnicki (mikroregion o indeksie 318.444) w ramach mezoregionu Wzgórz Trzebnickich (mezoregion o indeksie 318.44) należącego do Wału Trzebnickiego (makroregion o indeksie 318.4). Pod względem podziału administracyjnego polana jest położona w Gminie Oborniki Śląskie, powiecie Trzebnickim, województwie Dolnośląskim, w północno-wschodniej części obszaru miasta Oborniki Śląskie. Las obejmujący polanę leży w obrębie leśnym Oborniki Śląskie, leśnictwo Rościsławice. Natomiast według regionalizacji przyrodniczo-leśnej obszar ten położony jest w mezoregionie Wzgórz Trzebnicko-Ostrzeszowskich.

## Charakterystyka
Polana Siedmiu Dębów jest polaną położoną w lesie, który ma charakter parku leśnego – Park krajobrazowo-wypoczynkowy „Grzybek”. Na polanie rosną między innymi drzewa o wymiarach pomnikowych, a największe z nich ma obwód wynoszący 4,9 m. Inne pomnikowe drzewa mają obwody rzędu 3,6 m, 3,8 m, 4,05 m, 4,6 m. Jeden z takich pomnikowych dębów przed II wojną światową (według planu miasta z 1924 r.) nosił nazwę Körner Eiche. Przez polanę przebiega szlak turystyczny noszący nazwę Szlaku „Kocich Gór”.

## Nazwa
Nazwa własna – Polana Siedmiu Dębów – jest nazwą niestandaryzowaną, gdyż została ustalona i ujęta w państwowym rejestrze nazw geograficznych na podstawie wywiadu terenowego. Odnosi się ona do pokrycia terenu określonego jako polana. W rejestrze tym przypisano jej identyfikator: PRNG – 235590, identyfikator IIP – PL.PZGiK.320.NGRP.235590. Podaje on następujące współrzędne geograficzne punktu głównego polany: szerokość geograficzna – 51°18'26" N, długość geograficzna – 16°55'29" E. W rejestrze tym obowiązuje od 31.03.2015 r..